# 松島リュウ
松島 リュウ（まつしま リュウ、1月4日 - ）は日本の漫画家。栃木県出身。
2006年、「ポケットモンスターダイヤモンド パール 4コマ劇場」（『別冊コロコロコミックスペシャル』）の連載でデビュー。2009年、「ポケットモンスタープラチナ めざせ!!バトル王」が初の単行本化。別名義はちゅうたろう。

## 作品リスト

### 連載作品
- ポケットモンスター ダイヤモンド・パール 4コマ劇場（『別冊コロコロコミック』2006年12月号 - 2008年2月号）
- ポケモンレンジャー バトナージ〜トップレンジャーへの道〜（『別冊コロコロコミック』2008年4月号 - 2008年6月号）
- ポケットモンスタープラチナ めざせ!!バトル王（『別冊コロコロコミック』2008年10月号 - 2009年8月号）
- ポケットモンスターHG・SS ジョウの大冒険（『コロコロコミック』2009年10月号 - 2010年2月号、全1巻）
- ポケモン4コマ劇場リターンズ（『別冊コロコロコミック』2010年6月-2010年10月）
- ポケモンカードゲームXY やろうぜ〜っ!（『コロコロイチバン!』2014年2月号 - 2015年5月号）
- ポケモンカードゲームXY BREAK やろうぜ〜っ!（『コロコロイチバン!』2015年6月号 - 2016年12月号）
- ポケモンカードゲームやろうぜ〜っ! サン&ムーン編（『コロコロイチバン!』2017年1月号 - 2020年1月号、全4巻）
  - 単行本は巻数ではなくサブタイトルに『ソルガレオGX、ルナアーラGX激突!編』[3]、『ウルトラビースト襲来!編』[3]、『GXスタートデッキ編』[4]、『タッグチームGX編』[5]と表記されている。
- ポケモンカードゲームやろうぜ〜っ! ソード&シールド編（『コロコロイチバン!』2020年2月号 - 2023年2月号、全4巻）
  - 単行本は巻数ではなくサブタイトルに『ソード&シールド スタート!編』[6]、『「いちげき」VS「れんげき」編』[7]、『ポケモンVSTAR攻略!編』[8]、『VSTAR! VMAX! 激闘編』[9]と表記されている。
- ポケモンカードゲームやろうぜ〜っ! スカーレット&バイオレット編（『コロコロイチバン!』2023年3月号 - 連載中、既刊2巻）
  - 単行本は巻数ではなくサブタイトルに『始めよう! S（スカーレット）&V（バイオレット）!編』[10]と表記されている。

### 読み切り作品
- ポケットモンスターDP 4コマ劇場（『別冊コロコロコミックスペシャル』2007年1月号）
- イナズマイレブンめざせ!!世界No.1コミックBOOK（『コロコロコミック』2011年7月号別冊付録）
- テイラーのHOW TO FACE OFF（『コロコロコミック』2011年9月号）

### その他
- 「やろうぜ!ポケモンカードゲーム」『ポケモンカードゲームBW プラズマ団大進撃ブック』
- ポケモン声コミック「ポケモンカードゲームXY やろうぜ〜っ!」(2014年7月17日 - 2014年12月11日)
- 「ポケモンカードゲームXY やろうぜ〜っ!」『ポケモンカードXY激闘ガイド』(2014年9月号)